# Nurszultan Nazarbajev nemzetközi repülőtér
A Nurszultan Nazarbajev nemzetközi repülőtér  (kazak nyelven: Нұрсұлтан Назарбаев халықаралық әуежайы, IATA: NQZ, ICAO: UACC) Kazahsztán egyik repülőtere, 16,7 km-re délre a fővárostól, Asztanától.

## Története
A város első repülőtere 1931-ben épült, a külvárosban, és a második világháború alatt tovább fejlesztették. 1963 novemberében újabb repülőtér nyílt meg a várostól délre, ez lett a mai nemzetközi repülőtér. Nagyrészt az Aeroflot használta. Mikor 1997 decemberében a korábbi Almati helyett Asztana lett a főváros, a repülőtér nagy fejlesztéseken ment keresztül, hogy nemzetközi színvonalúvá váljon, ekkor épült a 3500 méteres kifutó. 2005 februárjában nyílt meg az új terminál, melyet Kiso Kurokawa japán építész tervezett. 2012-ben a repülőtéren már 2 303 143 utas fordult meg.
A repülőtérnek egy terminálja van, mely A és B részre oszlik, előbbiről indulnak a nemzetközi, utóbbiról a belföldi járatok. (Nem tévesztendő össze az utasfelvételi pultokkal, ahol a B az Astana Air utasaié, és az A minden más légitársaságé.)

## Légitársaságok
| Légitársaság                         | Célállomások | Terminal   |
| ------------------------------------ | --- | ---------- |
| Aegean Airlines                      | Szezonális charter: Rodosz | Nemzetközi |
| Aeroflot (a Rossiya üzemeltetésében) | Szentpétervár | Nemzetközi |
| Air Arabia                           | Sardzsah | Nemzetközi |
| Air Astana                           | Aktau, Aktöbe, Almati, Atirau, Kosztanaj, Kizilorda, Öszkemen, Pavlodar, Simkent, Uralszk, Zhezkazgan (2015. május 1-jén felfüggesztve) | Belföldi   |
| Air Astana                           | Abu Dhabi, Baku, Bangkok-Suvarnabhumi, Peking-Főváros, Biskek, Frankfurt, Hongkong, Isztambul-Atatürk, Kijev-Boriszpil, Moszkva-Seremetyjevó, London-Heathrow, Novoszibirszk, Omszk, Orenburg, Párizs-Charles de Gaulle, Szentpétervár, Szöul-Incheon (2015. június 2-től), Taskent, Ürümqi, Jekatyerinburg Szezonális: Antalya, Tbiliszi (2015. június 2-től) | Nemzetközi |
| Air China                            | Peking-Főváros (2015. június 1-től) | Nemzetközi |
| Austrian Airlines                    | Bécs | Nemzetközi |
| Belavia                              | Minszk-Nemzeti | Nemzetközi |
| Bek Air                              | Almati, Oral, Semey | Belföldi   |
| China Southern Airlines              | Ürümqi | Nemzetközi |
| Corendon Airlines                    | Szezonális charter: Antalya | Nemzetközi |
| Ellinair                             | Szezonális charter: Thesszaloniki (2015. május 31-től) | Nemzetközi |
| Etihad Airways                       | Abu Dhabi | Nemzetközi |
| Lufthansa                            | Frankfurt | Nemzetközi |
| NordStar                             | Krasznojarszk-Jemeljanovo (felfüggesztve) | Nemzetközi |
| SCAT                                 | Aktau, Almati, Oral, Öszkemen, Pavlodar, Petropavl, Semey, Simkent, Taraz | Belföldi   |
| SCAT                                 | Baku, Omszk, Tomszk Szezonális: Bangkok-Suvarnabhumi, Sardzsa | Nemzetközi |
| Transaero Airlines                   | Moszkva-Domogyedovó, Moszkva-Vnukovó | Nemzetközi |
| Turkish Airlines                     | Isztambul-Atatürk | Nemzetközi |
| Ukraine International Airlines       | Kijev-Boriszpil | Nemzetközi |
| Uzbekistan Airways                   | Taskent | Nemzetközi |
| Wizz Air                             | Budapest Liszt Ferenc nemzetközi repülőtér | Nemzetközi |
| Zhetysu                              | Taldykorgan | Belföldi   |

### Teherszállítás
| Légitársaság           | Célállomások      |
| ---------------------- | ----------------- |
| Kalitta Air            | Hongkong          |
| Turkish Airlines Cargo | Isztambul-Atatürk |
| Global Jet             | Sardzsa           |

## Forgalom
Az utasforgalom az elmúlt években az alábbi módon változott:
| Utasok száma | 496 240 | 834 299 | 1 316 000 | 1 620 000 | 2 303 143 | 2 960 181 | 3 440 583 | 4 545 373 | 3 059 714 | 6 000 000 |
|              | 2004    | 2006    | 2008      | 2010      | 2012      | 2014      | 2016      | 2018      | 2020      | 2022      |

## Fordítás
- Ez a szócikk részben vagy egészben  az   Astana International Airport című angol Wikipédia-szócikk ezen változatának fordításán alapul.  Az eredeti cikk szerkesztőit annak laptörténete sorolja fel. Ez a jelzés csupán a megfogalmazás eredetét és a szerzői jogokat jelzi, nem szolgál a cikkben szereplő információk forrásmegjelöléseként.

## További hivatkozások
- Astana International Airport Archiválva 2020. január 13-i dátummal a Wayback Machine-ben (hivatalos oldal)
- A repülőtér aktuális időjárása a NOAA/NWS-től
- Baleset- és repülőesemény-történet az Aviation Safety Network adatbázisában